# Monastero di San Giovanni Evangelista di Torcello
Il monastero di San Giovanni Evangelista era un antico complesso ecclesiastico di Torcello, località della laguna veneta settentrionale oggi in comune di Venezia.
Abitato da monache benedettine, sorgeva su un isolotto a sudovest della piazza, accessibile mediante il noto ponte del Diavolo.

## Storia
A detta del Chronicon Venetum et Gradense, San Giovanni evangelista fu fondato attorno al 640, in concomitanza con l'erezione della Cattedrale e il trasferimento della diocesi di Altino. L'iniziativa fu della famiglia altinate dei Frauduini, cui è attribuita anche l'erezione delle chiese di Costanziaco e Ammiana, con l'appoggio del tribuno Aurio e del prete Mauro (futuro vescovo di Torcello).
Andrea Dandolo ne colloca l'origine del medesimo periodo, specificando però che il monastero fu aperto da un gruppo di pie donne, su consiglio del vescovo di Torcello Paolo e con il favore di numerosi ottimati.
Il primo documento scritto riguardante il monastero non è datato, ma non dovrebbe essere collocato oltre il primo quarto dell'XI secolo. Si tratta dell'atto di donazione con cui Truno Pitulo di Costanziaco donava alla badessa Paolina una vigna collocata ad Altino, in prossimità della calle pubblica e del monastero di Santo Stefano. Il benefattore aveva rinunciato alla proprietà dopo che sua figlia Maria era entrata nel convento.
Dello stesso periodo è la cronaca di Giovanni Diacono, il quale asserisce che nel 1009 furono traslate a San Giovanni le reliquie di santa Barbara di Nicomedia, donate qualche anno prima da Maria Argyropolis, nipote dell'imperatore bizantino e cognata dell'allora badessa Felicita, figlia del doge Pietro II Orseolo. Questo episodio, che alcuni storici ritengono verosimile data l'affidabilità di Giovanni Diacono, secondo altri è in contrasto con la scarsità di documenti storici, non giustificabile per un'istituzione di tale fama. Inoltre, tutti i beni che il monastero andò ad accumulare nei secoli sono documentate negli archivi a partire dal 1153 (anno a cui risale la seconda citazione); in pratica, nessuna delle acquisizioni del monastero può essere fatta risalire all'alto medioevo. Pertanto, o le proprietà di San Giovanni precedenti all'XI secolo sono state alienate senza essere documentate, oppure la data di fondazione non può precedere di molto la prima attestazione.
Non ha aiutato lo scavo archeologico del 1961, condotto dalla Soprintendenza delle Antichità delle Venezie, che ha riportato alla luce fondazioni della basilica a tre navate, di cui resta finora solo nota nelle relazioni provvisorie, ma che non ha potuto essere proseguito. Come testimoniato da un'epigrafe gotica conservata al Seminario patriarcale (ma proveniente dal chiostro di San Giovanni), nel 1279 e nel 1343 chiesa e monastero furono distrutti da incendi; nel secondo caso, in particolare, si dovette procedere a un quasi totale rifacimento. I ruderi, quindi, dovrebbero riferirsi a una rifabbrica tardo medievale.
Tornando alle acquisizioni del monastero, nel 1168, sotto la badessa Amabile Keulo, iniziò un vivace periodo di acquisizioni che videro un incremento esponenziale delle sue proprietà; in quell'anno fu concesso a San Giovanni un beneficio situato in Stives, ovvero Tebe. Nel periodo immediatamente successivo si ebbero acquisizioni nella stessa Torcello, soprattutto case, appezzamenti di terra coltivabile e barene; si aggiungevano due saline, l'una donata nel 1178 dai fratelli Bobiçum, l'altra allestita nel 1180 dalle stesse monache su una loro acqua.
L'incremento economico fu proseguito dalla badessa Adoalda Marcello, vissuta nella prima metà del Duecento. In questo periodo si assiste anche alla comparsa di due nobili famiglie tra loro imparentate, i Barozzi e i Gradenigo, che nei secoli successivi parteciperanno alla vita del monastero dando badesse e procuratori.
Anche dopo il 1523 la chiesa venne sostanzialmente ricostruita.
Nel 1810 gli editti napoleonici colpirono anche la comunità di San Giovanni, che fu soppressa. Gli edifici, passati al Demanio, vennero abbandonati e quindi demoliti nel giro di qualche decennio.

## Edifici

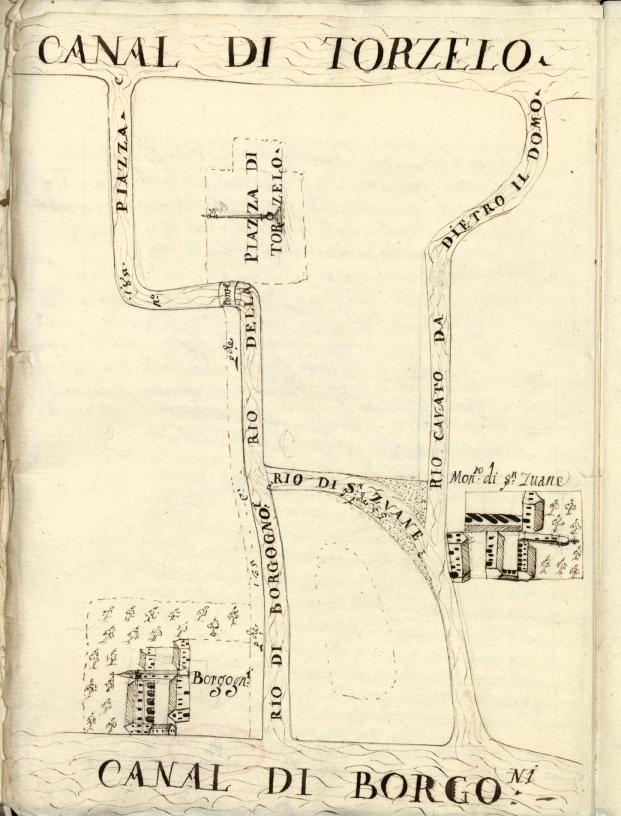
Mappa secentesca di Torcello in cui compare il monastero di San Giovanni (S.n Zuane).

Del monastero sopravvivono oggi poche tracce. Il manufatto più importante è un edificio gotico (oggi denominato "villa Baslini"), ricavato da quella che doveva essere la foresteria. Resistono, inoltre, tratti del muro di cinta. 
Lo storico Luigi Conton, nel suo libro Torcello, riferisce che la già citata Maria Argyropolis, in occasione della sua visita al monastero, lo descrisse come «decorato a mosaico». L'autore, invero, non riporta alcuna fonte che confermi questa informazione; se tuttavia fosse fondata, si tratterebbe della più antica testimonianza di mosaici presenti nell'arte lagunare, antecedenti a quelli che ornano la stessa cattedrale di Torcello (XI secolo). Il Conton avrebbe individuato i rimasugli di queste opere durante alcune ricognizioni presso le rovine della chiesa, raccogliendoli poi in un vaso, tuttora conservato in un magazzino del museo provinciale di Torcello. Le caratteristiche delle tessere (lucentezza, tipo di pasta, dimensione) sono analoghe a quelle che compongono due teste d'angelo esposte nello stesso museo e di provenienza ignota: potrebbero anch'esse rappresentare ciò che resta dei mosaici di San Giovanni.
Della questione vanno tuttavia chiariti alcuni aspetti: oltre al fatto che il Conton non referenzi la sua informazione, non si spiega come mai, durante un'accurata campagna di scavi nel 1961, non fossero stati individuati resti di mosaico; non si esclude però un'errata localizzazione della chiesa da parte degli archeologi.